# Muqrin ibn Abd al-Aziz

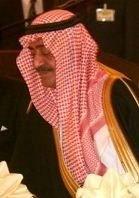
Muqrin im Juni 2007

Prinz Muqrin bin Abdulaziz Al Saud (arabisch مقرن بن عبد العزيز آل سعود, DMG Muqrin b. ʿAbd al-ʿAzīz Āl Saʿūd; * 15. September 1945) ist der 43. Sohn des Königs Abd al-Aziz ibn Saud. Er war vom 23. Januar bis 29. April 2015 Erster Kronprinz von Saudi-Arabien.

## Leben
Als Prinz Muqrin acht Jahre alt war, starb sein Vater. Er wurde die meiste Zeit seines Lebens von seiner jemenitischen Mutter Prinzessin Baraka Al-Yamaniyah und deren Verwandten erzogen und in diplomatischer und politischer Arbeit unterwiesen. Muqrin wurde während seiner Kindheit am Al-Assema Model Institut unterrichtet und erhielt anschließend seine höhere Schulbildung am Islamischen Institut in Mekka. Seine Mutter starb am 22. August 2018.
Ab 1966 studierte Muqrin am britischen Royal Air Force College Cranwell. Nach seinem Diplom dort wurde er 1968 zum Hauptmann befördert. Ab 1969 trainierte er in Dhahran Luftwaffenbasis in modernen Kampfflugzeugen. Ab 1970 diente er im 2. Luftgeschwader. 1973 wurde er zum Major ernannt und übte das Amt eines Fluglehrers aus. 1975 wurde er zum Oberst (kommandierenden Offizier des 7. Luftschwadron) der saudi-arabischen Luftwaffe ernannt, nachdem er einen Diplomabschluss in Großbritannien für Aerodynamik absolviert hatte. 1977 wurde Prinz Muqrin von seinem älteren Halbbruder, König Khalid, in den Rang eines Generals erhoben und übte das Amt des Stellvertretenden Direktors für Operation und Planung bei der saudi-arabischen Luftwaffe aus. Am 18. März 1980 wurde er von König Khalid zum Gouverneur der Provinz Ha'il ernannt.
Am 24. November 1999 wurde Muqrin zum Gouverneur der Provinz Medina ernannt. Am 22. Oktober 2005 ernannte König Abdullah seinen jüngeren Halbbruder Muqrin zum neuen Präsidenten des saudi-arabischen Geheimdienstes al-Muchabarat al-'Amma. Dies blieb er bis 2012, als er zum Berater seines älteren Halbbruders König Abdullah ernannt wurde. 2013 wurde er zum Zweiten stellvertretenden Premierminister ernannt und 2014 schließlich zum Zweiten Kronprinz. Nach dem Tod König Abdullahs Anfang 2015 wurde er Erster Kronprinz, zweiter Kronprinz wurde Mohammed bin Naif. Am 29. April 2015 wurde er in der Rolle des Ersten Kronprinzen durch den bisherigen zweiten Kronprinzen Mohammed bin Naif ersetzt. Am 8. März 2020 wurde er im Auftrag von Kronprinz Mohammed bin Salman wegen Hochverrats festgenommen.

## Privates
In seiner Freizeit ist Muqrin Landwirt. Er hat aus zwei Ehen acht Töchter und sechs Söhne. Sein Sohn Mansur bin Muqrin, der bis zu seinem Tod Vizegouverneur der Provinz Asir war, starb 2017 bei einem Helikopterunglück wenige Stunden nach Beginn der Massenverhaftungen im Rahmen der Antikorruptionskampagne. Die Ursache für das Unglück ist unbekannt. Turki bin Muqrin, ein anderer Sohn, ist Besitzer der teuersten Sportfischer-Yacht der Welt. Die Yacht kostete 70 Millionen US-Dollar, hat sechs Decks und erreicht Geschwindigkeiten von über 30 Knoten.
Sein Enkel Faisal bin Fahd wurde im Februar 2018 zum stellvertretender Gouverneur der Provinz Hail ernannt. Sein Sohn Bandar wurde im Mai 2025 zum Berater am Königshof ernannt.